# Köftbögen
Köftbögen är en svensk dramafilm från 2003 i regi av Johan Melin. I rollerna ses bland andra Sverrir Gudnason, Tove Appelquist och Rainer Gerdes.

## Om filmen
Melin producerade och skrev manus och Mattias Paulsson var fotograf. Ted Fransson komponerade musiken och framförde den tillsammans med sitt band Buck. Filmen klipptes av Peter Wendin och premiärvisades på Göteborgs filmfestival 2003. Den hade biopremiär 19 september samma år på Folkets Bio i Stockholm.

## Handling
Filmen utspelar sig sommaren 1994 i Herrljunga. Punkaren Johans flickvän Karin ska flytta från samhället om några dagar och vill att han ska följa med. Snart står han i valet mellan vännerna och flickan han vill ha.

## Rollista
- Sverrir Gudnason
- Tove Appelquist
- Rainer Gerdes
- Marcus Andersson
- Ted Fransson
- Mikael Persson
- Mattias Östh
- Elham Ebadi
- Nathalie Bellan
- Richard Blank

## Mottagande
Aftonbladet gav betyget 1/5, Expressen 3/5 och Göteborgs-Posten 3/5.